# Bella Hage
Bella Hage (Sint-Maartensdijk, 5 mei 1948) is een Nederlands voormalig wielrenster, die zowel op de weg als de baan actief was. Ze kwam één jaar uit voor Beck's Bier. Hage was driemaal Nederlands kampioene bij de Elite en won in totaal 19 criteriums.

## Familie
Haar een jaar jongere zus Keetie Hage was in die tijd de absolute topper. Ook hun zusters Ciska en Heleen Hage waren actief binnen het vrouwenwielrennen. Ze trouwde rond 1973 met wielrenner Ton van der Spiegel, die tevens importeur van Shimano was.  Ze is bovendien de tante van Jan van Velzen, eveneens voormalig wielrenner, zoon van Ciska.

## Loopbaan
Hage stond bekend als een van de subtoppers in het dameswielrennen van haar tijd, maar moest vaak het onderspit delven ten opzichte van haar zus Keetie en Ineke van IJken. Zo werd ze bij het eerste officiële Nederlands kampioenschap wielrennen op de weg in 1965 op Circuit Zandvoort tweede achter Van IJken, die sneller was in de sprint met Bella en Alie Zijlmans. Zowel Ineke Van IJken als Bella Hage namen deel aan het daaropvolgende wereldkampioenschap in San Sebastian, dat na 51 kilometer ook in een sprint eindigde. Alle vrouwen voorop kregen dezelfde tijd. Bella (die voor eigen rekening reed)  werd 13e en Van IIken 20e achter Elisabeth Eicholz. In 1966 werd ze ondanks een valpartij dagen voor de wedstrijd, wel Nederlands kampioen (Keetie werd tweede); de wedstrijd werd ook toen in Zandvoort gehouden. Ze was toen net twee jaar bezig met wielrennen, maar fietste al vanaf haar vierde. Ze werden in de wedstrijd begeleid door vader Toon  Hage en moeder Jo Bazen. Na de wedstrijd moest ze zich echter weer melden bij het accountantskantoor waar ze werkte.  In 1971 wilde ze al stoppen, maar haar vader wist haar over te halen er nog een aantal jaren mee door te gaan. Na 1981 werd het stil rond Bella Hage; het actieve wielrennen liet ze achter zich en werd enige tijd ploegleidster.

## Overwinningen

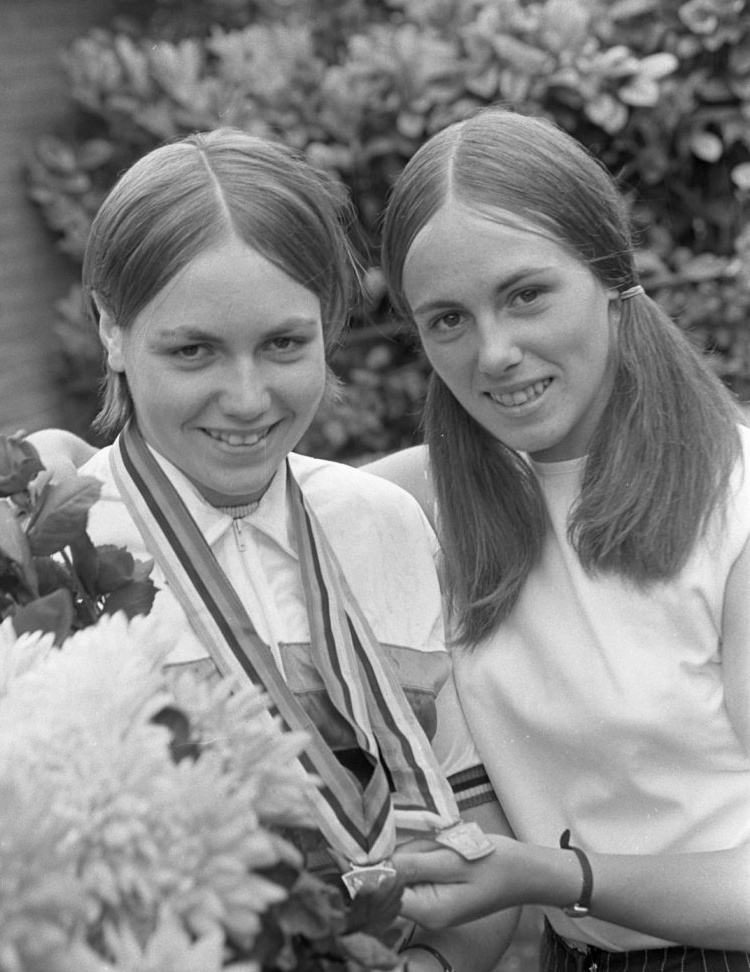
Keetie en Bella Hage (rechts) in 1968

1966
- Nederlands kampioene op de weg, Elite
- Criterium van Sint-Maartensdijk
- Criterium van Sint-Oedenrode
- Criterium van Werkendam

1967
- Nederlands kampioene op de weg, Elite

1968
- Nederlands kampioene op de weg, Elite

1969
- Criterium van Graauw
- Criterium van Hoek
- Criterium van Koewacht
- Criterium van Sint-Oedenrode

1970
- Criterium van Honselersdijk
- Criterium van Oosterhout
- Criterium van 's-Heerenhoek

1971
- Criterium van Bruinisse
- Criterium van 's Heerenhoek
- Criterium van Sint-Oedenrode
- Criterium van Ulft

1972
- Criterium van Sint-Oedenrode
- Criterium van Utrecht
- Criterium van Vlissingen

1973
- Criterium van Sluis

1974
- Criterium van Werkendam

1981
- Criterium van Sint Maartensdijk

## Grote rondes
Geen